# Rue Travers
La rue Travers est une voie de Nantes, en France.

## Situation et accès
Située dans le centre-ville de Nantes, la rue Travers, qui relie la place du Change et la rue de la Marne à la place Sainte-Croix. Elle est pavée et fait partie de la zone piétonnière du Bouffay.

## Origine du nom
La voie doit son nom à Nicolas Travers, savant et historien, qui fut vicaire de l'église Saint-Saturnin dont la nef occupait naguère l'emplacement de la rue. Celui-ci mourut le 13 octobre 1756, à l’âge de soixante-seize ans (selon Camille Mellinet) ; d'autres affirment qu'il serait décédé le 15 septembre, à l’âge de cinquante-six ans.

## Historique
Elle porta naguère le nom de « rue Saint-Saturnin » du fait de l'existence de l'église du même nom qui se trouvait alors à son emplacement. Ce lieu de culte, fermé en 1784, sera démolie quelques années plus tard.
Au XVIIIe siècle, l'artère était moins large qu'elle ne l'est aujourd'hui, puisqu'un arrêt du Conseil d'État du 18 mars 1721 fut rendu « concernant les réductions les plus convenables à faire aux maisons de la rue, afin de la rendre praticable aux charrettes, carrosses et autres voitures sans incommoder les gens de pied » et l'année suivante on procédait à son élargissement, près « le Marché aux herbes ».